# Cap des Léopards
Das Cap des Léopards (französisch) ist ein Kap am nordöstlichen Ende der Pétrel-Insel im Géologie-Archipel vor der Küste des ostantarktischen Adélielands. 
Französische Wissenschaftler benannten es 1958 nach den hier anzutreffenden Seeleoparden.